# حشيش (عشب)

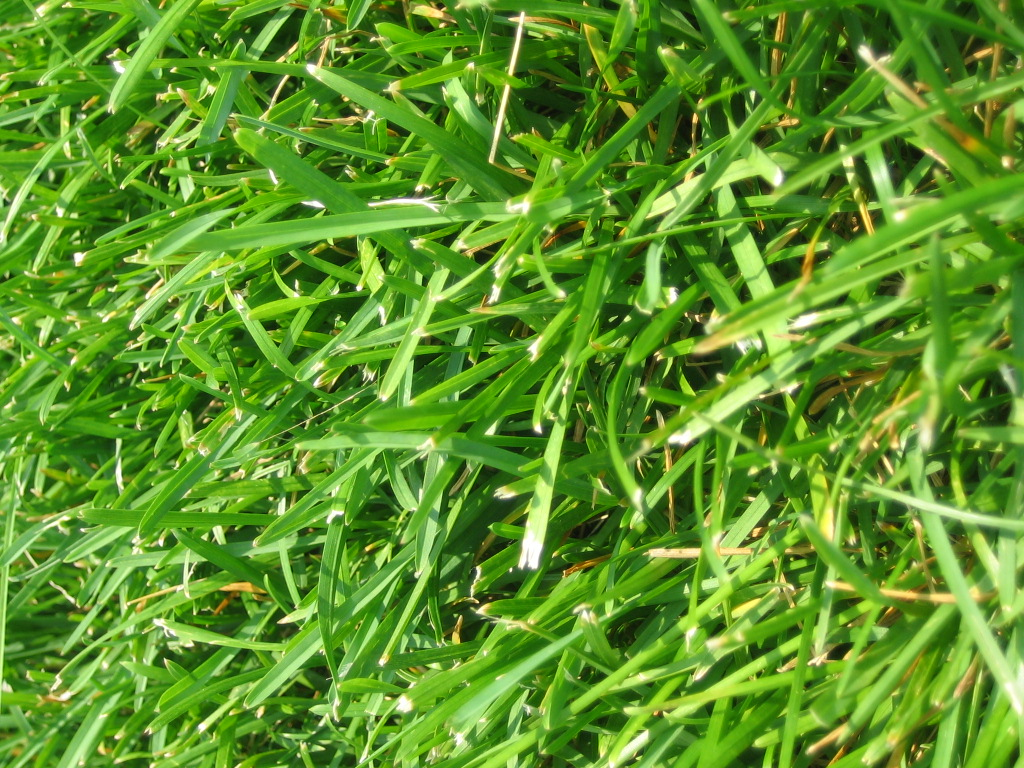
عشب مقطوع

الحشيش أو العشب (بالإنجليزية: grass)‏ يطلق علميا على أي نبات حولي، أو ثنائي الحول، أو معمر، لا تكون بسوقه أنسجة خشبية كافية. يموت في نهاية موسم نموه، وتختلف الأعشاب عن الشجيرات والأشجار والمتسلقات، وبها جميعًا أنسجة خشبية، وقد تستعمل الكلمة للدلالة على النباتات التي تستعمل في الطب أو لإكساب الأطعمة والأشربة نكهة طيبة، أو لاستخراج العطور.
يقوم بمجموعة من الوظائف الحيوية مثل التنفس والتركيب الضوئي.
- العشب يُؤكل من قبل الكثير من الحيوانات المجترة كعلف أو في المراعي.
- يستعمل العشب الأخضر في الحدائق والملاعب الرياضية.

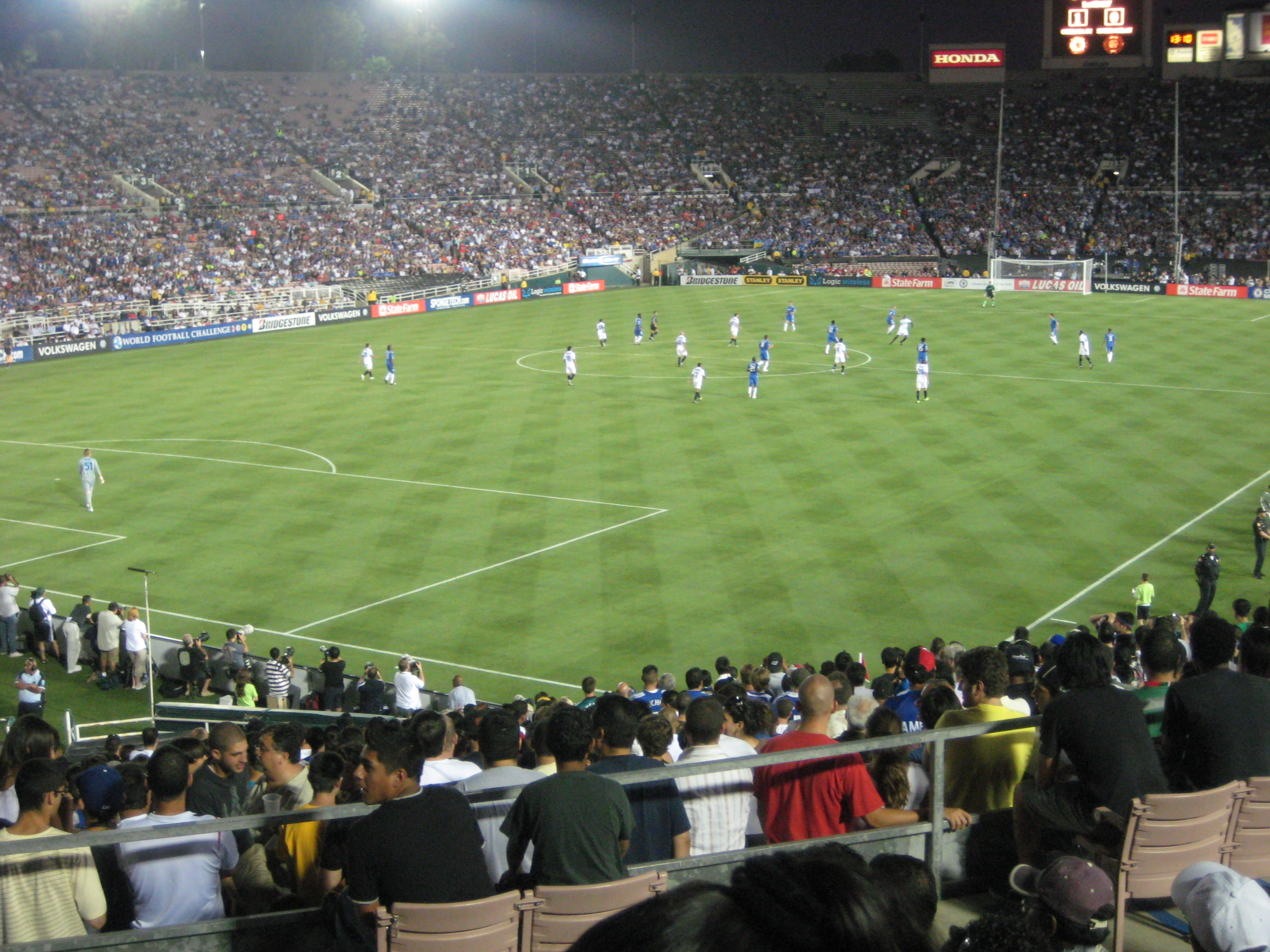
مباراة تشيلسي وإنتر ميلان الودية في ملعب روس بول الأمريكي على العشب الطبيعي